# Агамед
Агамед (др.-греч. Ἀγαμήδης «хорошо замышляющий») — в древнегреческой мифологии беотиец, сын Эргина, царя Орхомена (или, по Евмелу, сын Аполлона и Эпикасты).
В мифологии — знаменитый архитектор и строитель (совместно со своим братом Трофонием) храмов Аполлона в Дельфах, Посейдона в Мантинее, дворца Амфитриона в Фивах (со свадебными покоями Алкмены), сокровищниц царей Гириея и Авгия.
Существуют несколько версий смерти Агамеда.
По Павсанию, при строительстве сокровищницы Гириэя братья оставили в стене камень незакреплённым — чтобы его можно было извлечь снаружи. Гириэй, заметивший, что его сокровища расхищаются при нетронутых замках и печатях, установил в сокровищнице капкан; Агамед, вошедший в сокровищницу, попал в ловушку и Трофоний, чтобы не допустить мучительной казни, ожидавшей брата, а также из боязни опознания, отрубил Агамеду голову.
По Пиндару и Плутарху, построив храм в Дельфах, братья попросили у Аполлона награды; тот ответил, что они будут вознаграждены на седьмой день — и на седьмой день братья умерли во сне.